# Victor de Laprade
Pierre Victor Martin Richard de Laprade (Montbrison 13 de enero de 1812 - Lyon el 13 o 14 de diciembre de 1883) fue un poeta, escritor y político francés.

## Biografía
Víctor de Laprade fue profesor en la Facultad de Artes de Lyon, un miembro de la Academia francesa en 1858 y diputado del Ródano desde 1871 hasta 1873. Fue laureado de la Academia en 1849 y 1885.
Sus poemas están inspirados en Chateaubriand y Lamartine por su apego a la religión y la realeza.

## Obras
Poesía
- Les Parfums de Madeleine (1839)
- Odes et poèmes (1840)
- Psyché, poëme (1841)
- Poèmes évangéliques (1852)
- Idylles héroïques (1858)
- Les Voix du silence (1864)
- Pernette (1868)
- Contribution au deuxième Le Parnasse contemporain (1869) : le poème Le Faune.
- Poèmes civils (1873)
- Contribution au troisième Parnasse contemporain (1876) : les deux poèmes Adieux aux Alpes et La Patrie.
- Le Livre d'un père (1877)
- Œuvres poétiques (6 volumes, 1878-81)

Prosa
- Des habitudes intellectuelles de l'avocat (1840)
- Questions d'art et de morale (1861)
- Le Sentiment de la nature avant le Christianisme (1866)
- Chez les modernes (1868)
- Éducation libérale (1873)